# K-19
Pour les articles homonymes, voir K19.
Pour le film inspiré par le sous-marin, voir K-19 : Le Piège des profondeurs.
Le K-19 (en russe : К-19) est le deuxième sous-marin nucléaire lanceur d'engins de la classe Hotel (code OTAN / Projet 658) de la Marine soviétique. Entré en service fin 1960, il est le premier sous-marin soviétique à être équipé de missiles balistiques R-13. La conception et la construction du sous-marin sont accélérées, les Soviétiques étant désireux de rattraper le retard accumulé vis-à-vis des sous-marins américains. En effet, contrairement aux SNLE américains, les sous-marins soviétiques ne pouvaient tirer de missile balistique en immersion. Le dispositif de lancement sera modernisé par la suite. Il aura sept navires jumeaux.
Dix ouvriers et marins meurent dans des accidents et incendies pendant sa construction. Après son entrée en service, il connaîtra un grand nombre d'accidents et dysfonctionnements, dont plusieurs menaceront de le faire couler. Lors de son premier voyage, le 4 juillet 1961, il subit une fuite primaire de son réacteur. Ne disposant pas de système auxiliaire, le capitaine ordonne aux membres de l'équipe d'ingénieurs présents à bord de trouver une solution pour éviter la fusion du réacteur nucléaire. Au sacrifice de leur vie, vingt-deux membres d'équipage parviennent à bricoler un système de refroidissement secondaire de fortune et à éviter la fusion du cœur.
Le K-19 connaît plusieurs autres accidents, parmi lesquels deux incendies et une collision, ce qui lui vaudra le surnom d'« Hiroshima ». Il parcourra au total 332 396 milles (534 940 km) en 20 223 heures de service opérationnel.

## Historique

### Contexte
À la fin des années 1950, les dirigeants soviétiques sont déterminés à rattraper le retard accumulé face aux États-Unis en matière de sous-marins et ordonnent la construction d'une flotte de sous-marins nucléaires. La conception des plans et la production de sous-marins se fait alors à un tel rythme que de nombreux officiers supérieurs de la Marine soviétique pensent que ces bâtiments ne seraient pas aptes au combat. L'équipage du premier sous-marin nucléaire de la flotte soviétique est choyé et embarque des mets de qualité (poisson fumé, saucisses, chocolats et fromages), bien meilleurs que ceux fournis aux équipages des sous-marins à propulsion diesel électrique.

### Une construction endeuillée
Le K-19 est commandé par la Marine soviétique le 16 octobre 1957. Sa quille est posée le 17 octobre 1958 au chantier naval de Severodvinsk.
Le sous-marin connut plusieurs accidents, dont les premiers eurent lieu dès la construction. Pendant la peinture des compartiments, un incendie tue deux ouvriers, puis une femme peintre meurt accidentellement. Plus tard, six femmes meurent asphyxiées par des fumées alors qu'elles collaient un revêtement en caoutchouc sur une citerne à eaux. À l’automne 1960, un marin a été tué par la fermeture du silo à missiles, un autre a été aspiré dans les mécanismes pendant le tournage de l’arbre principal.

### Origine de la réputation de bâtiment «maudit»
Le sous-marin est lancé et baptisé le 8 avril 1959. Contrairement à la tradition, le capitaine de 3e rang V. V. Panov de la 5e unité d'Urgence est choisi pour briser la bouteille de champagne sur la poupe du bâtiment, alors que ce geste est normalement effectué par une femme. La bouteille ne se brise pas, elle glisse et rebondit sur la coque recouverte de caoutchouc. Ce signe est traditionnellement perçu par les équipages comme un mauvais présage. Le capitaine de 2e rang Nikolaï Vladimirovitch Zateïev est le premier commandant du sous-marin.

### Premiers incidents
En janvier 1960, une confusion parmi les membres d'équipage au moment d'un changement de quart conduit à une mauvaise manipulation du réacteur et une barre de contrôle du réacteur est tordue. Les dégâts occasionnés nécessitent que le réacteur soit démantelé pour réparations. Les officiers de garde sont renvoyés et le capitaine Panov est démis.
Le pavillon du sous-marin est hissé pour la première fois le 12 juillet 1960. Il effectue des essais en mer du 13 au 17 juillet 1960 puis à nouveau du 12 août au 8 novembre 1960, parcourant 17 347 km. En octobre 1960, le K-19 réussit son premier tir de missile. Son armement principal est constitué de trois missiles R-13 (code OTAN : SS-N-4 Sark) d'une masse de 13,7 tonnes au lancement emportant une ogive d'une puissance d'une mégatonne à 600 km. Le bâtiment est considéré comme étant apte au service le 12 novembre 1960. Alors qu'il faisait surface pour recharger ses batteries électriques, l'équipage découvre qu'une grande partie du caoutchouc recouvrant la coque s'était détachée et que celle-ci devait être entièrement recouverte.
Pendant un test de plongée à une profondeur maximale de 300 m, une fuite d'eau de mer est décelée dans le compartiment du réacteur et le capitaine Zateïev ordonne au sous-marin de refaire surface immédiatement, le bâtiment penche alors à bâbord en raison de l'eau qui s'était infiltrée. L'enquête déterminera que, pendant la construction, les ouvriers avaient oublié de remplacer un joint d'étanchéité. En octobre 1960, les marins responsables des repas obstruent le système d'évacuation des déchets de la cambuse en y introduisant des bouts de caisse en bois. Une voie d'eau se déclare et le neuvième compartiment est rempli d'eau à un tiers. En décembre 1960, une fuite de liquide de refroidissement provoque l'arrêt de la pompe du circuit principal. Des spécialistes envoyés depuis Severodvinsk parviennent à la réparer en mer en une semaine.
Le sous-marin est mis en service le 30 avril 1961. L'équipage est alors composé de 139 hommes, comprenant des officiers artilleurs, des torpilleurs, des officiers responsables du réacteur, des docteurs, des cuisiniers, des commissaires et plusieurs observateurs ne faisant pas partie de l'équipage habituel.

### L'accident nucléaire
En juin 1961, le K-19 est affecté à la Flotte du Nord. Avec les K-33 et K-55, il forme une brigade indépendante, base de la future 31e division de sous-marins nucléaires. Pendant l'été 1961, il est en préparation opérationnelle, il effectue trois sorties, parcourt 5 892 nautiques en plongée et 529 en surface.
Le 4 juillet 1961, sous le commandement du capitaine de premier rang Nikolaï Vladimirovitch Zateïev, le K-19 opère au large de la côte Sud-Est du Groenland. Alors que le sous-marin se trouve en plongée, une fuite sur le circuit primaire du réacteur tribord fait craindre une explosion thermique. La pression relative de l'eau dans le réacteur tombe à zéro et provoque une panne de la pompe primaire.
Un accident distinct ayant désactivé le système radio à longue portée, le sous-marin ne pouvait pas avertir Moscou de l'avarie. Bien que les barres de contrôle aient été descendues automatiquement grâce au mécanisme de SCRAM, la température du réacteur continue à augmenter de manière incontrôlée en raison de la puissance résiduelle, atteignant 800 °C. La température du réacteur continue à augmenter, un système d'alimentation en eau de secours n'ayant pas été prévu lors de la conception du sous-marin.
Prenant une décision drastique, le commandant Zateïev ordonne aux équipes d'ingénieurs de fabriquer un nouveau système de refroidissement en dérivant par le circuit d'aération une partie de l'eau douce stockée à bord, ce qui permet de refroidir les réacteurs. Une équipe de soudeurs se relaie, au prix de leur vie, pour réaliser cette tâche en étant exposés à de fortes radiations. La rupture du collecteur primaire entraîne une importante libération d'effluents contaminés et fortement irradiants, contamination (irradiante) qui se propage dans l'ensemble du bâtiment à travers le système de ventilation. Le circuit d'eau dérivé parvient finalement à faire baisser la température du réacteur et l'accident nucléaire est évité de justesse.

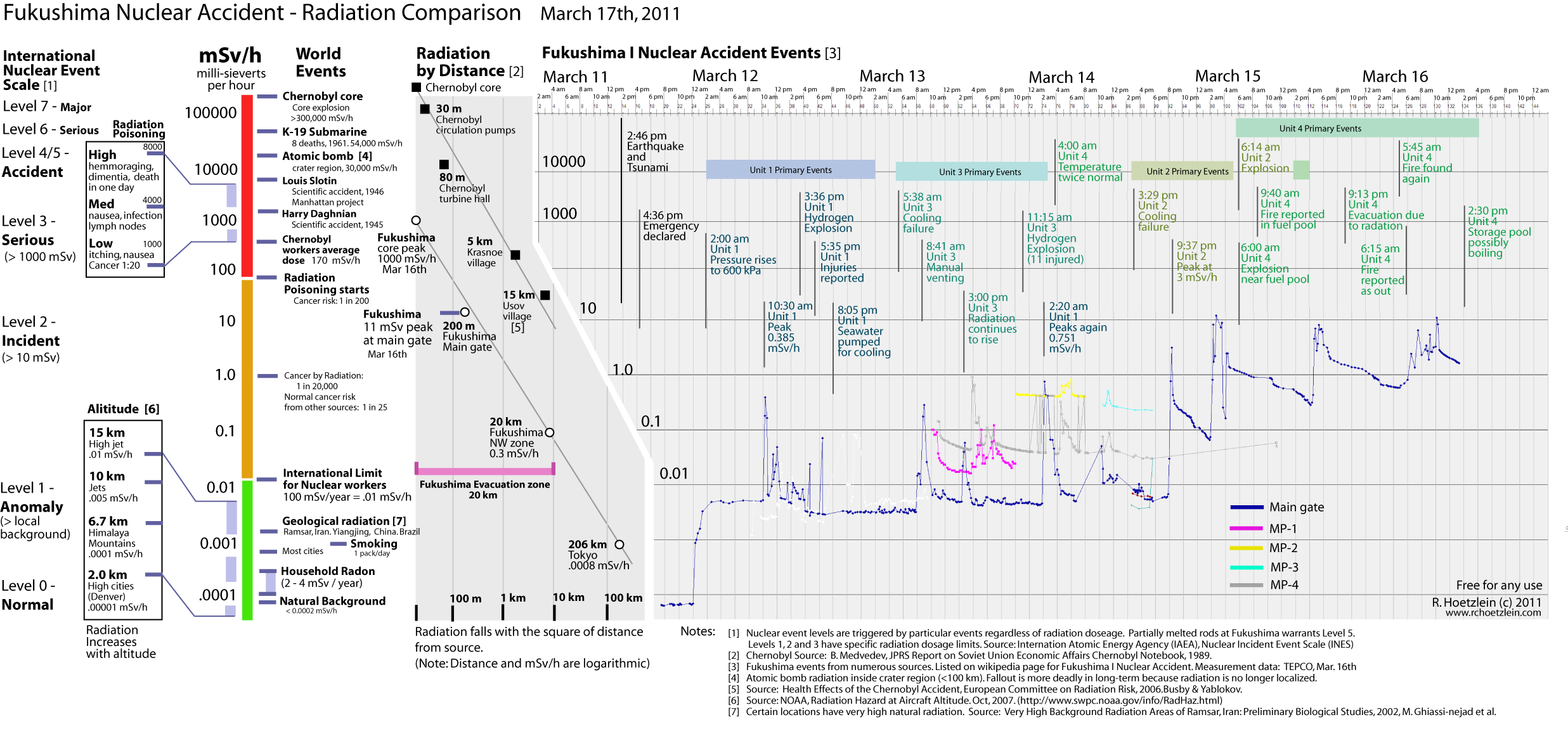
Comparaison de la radioactivité mesurée à Fukushima, reportée sur un graphe, avec celles relevées au cours d'autres accidents ou incidents de l'histoire de l'industrie nucléaire, ainsi qu'avec les normes ou doses admissibles,,.

L'ensemble de l'équipage, la totalité du sous-marin et certains missiles balistiques à bord sont irradiés. Les sept membres de l'équipe d'ingénieurs et leur officier divisionnaire meurent de l'exposition aux radiations dans le mois qui suit. Quinze marins mourront eux aussi des radiations dans les deux ans.
Plutôt que de poursuivre la mission, le commandant décide de faire route au sud afin de rejoindre des sous-marins diesel-électriques censés être dans cette zone. Craignant une possible mutinerie de l'équipage, Zateïev ordonne que toutes les armes à feu soient jetées à la mer à l'exception de cinq pistolets distribués à des officiers de confiance. Un sous-marin diesel, S-270, parvient à capter le signal de détresse du K-19 et à le rejoindre.
Des navires de guerre américains situés à proximité captent la transmission et offrent leur assistance, mais Zateïev, craignant de divulguer des secrets militaires soviétiques à l'Ouest, refuse et fait route en direction du S-270. Il évacue l'équipage et le sous-marin est remorqué vers sa base. Le 11 décembre, il arrive au chantier naval de Sevmash où, par décision du conseil des ministres de l'URSS du 30 janvier 1962, débute la réparation avec le remplacement de la tranche réacteur.
Après son retour au port, le bâtiment contamine une zone de 700 m autour de lui. Pendant les deux ans que dure sa réparation, des ouvriers retirent et remplacent les réacteurs endommagés. Le processus de décontamination fait de nombreuses victimes supplémentaires parmi les ouvriers, souvent mortellement atteints par l'irradiation. La Marine soviétique dépose les compartiments irradiés en mer de Kara.
D'après les explications officielles du gouvernement soviétique, les équipes de réparation ont découvert que la catastrophe avait été causée par une soudure défectueuse pendant la construction initiale. Ils découvrent une goutte provenant d'une électrode de soudage à l'intérieur du circuit primaire de refroidissement du réacteur. Certains remettront en doute ces conclusions. Le contre-amiral en retraite Nikolaï Mormoul affirme que lorsque le réacteur a été mis en marche pour la première fois à terre, les ouvriers n'avaient pas attaché une jauge de pression au circuit de refroidissement primaire. Avant que quiconque ne réalise qu'il y avait un problème, les tuyaux du système de refroidissement avaient été exposés à une pression de 400 atmosphères, le double de la limite acceptable. Remplacer les tuyaux aurait été coûteux et mentionner cette négligence aurait pu être préjudiciable à la carrière du capitaine Zateïev, ce qui explique que l'incident ait été passé sous silence. L'accident du K-19 est gardé secret jusqu'à la fin de l'ère soviétique, mais il semble qu'un escorteur de la marine américaine ait suivi le sous-marin lors de celui-ci.
Le 1er février 2006, l'ancien président de l'Union soviétique Mikhaïl Gorbatchev propose dans une lettre envoyée au Comité Nobel norvégien que l'équipage du K-19 soit nommé pour le Prix Nobel de la paix pour son action du 4 juillet 1961. Fin mars 2006, Nikolaï Vladimirovitch Zateïev est proposé formellement pour ce prix.

### Liste des victimes de l'accident
Plusieurs membres d'équipage reçoivent des doses mortelles de radiation pendant l'opération de dérivation du système de refroidissement du réacteur no 8. Tous mourront entre une et huit semaines après l'accident de syndrome d'irradiation aiguë. Une dose de 4 à 5 Sv (Sievert) a 50 % de risques d'être mortelle.
| Nom                | Rang                                                           | Dose d'irradiation         | Date de décès   | Jours survécus |
| ------------------ | -------------------------------------------------------------- | -------------------------- | --------------- | -------------- |
| Boris Korchilov    | Lieutenant                                                     | 54 Sv (Sievert) = 5400 rem | 10 juillet 1961 | 6              |
| Youri Ordotchkine  | Starshina, 1re classe                                          | 11 Sv = 990 röntgen        | 10 juillet 1961 | 21             |
| Evgeni Kashenkov   | Starshina, 2e classe                                           | 10 Sv = 845 röntgen        | 10 juillet 1961 | 6              |
| Semyon Penkov      | Marin                                                          | 10 Sv = 890 röntgen        | 18 juillet 1961 | 6              |
| Nikolaï Savkine    | Marin                                                          | 11 Sv = 930 röntgen        | 13 juillet 1961 | 14             |
| Valeri Tcharitonov | Marin                                                          | 11 Sv = 935 röntgen        | 15 juillet 1961 | 9              |
| Youri Povstiev     | Capitaine-lieutenant, Commandant du compartiment de propulsion | 7,5 Sv = 629 röntgen       | 22 juillet 1961 | 11             |
| Boris Ryzhikov     | Maître Starshina                                               | 8,6 Sv = 720 röntgen       | 25 juillet 1961 | 18             |

De nombreux membres de l'équipage recevront également des doses de radiations supérieures aux niveaux acceptables. Ils subissent un traitement médical pendant l'année qui suit. Le traitement est supervisé par le Professeur Z. Volynski et comprend des greffes de moelle osseuse et des transfusions sanguines. Le Lieutenant-maître Mikhaïl Krasichkov et le capitaine de 3e rang Vladimir Yenine, sont sauvés alors même qu'ils avaient reçu des doses considérées comme potentiellement mortelles. Pour des raisons de secret d’État, les autorités médicales soviétiques parlent non pas de syndrome d'irradiation aiguë mais de syndrome d'éveil non-répondant. Ce diagnostic volontairement erroné compliquera la vie et la carrière ultérieure des survivants.

### Membres d'équipage décorés
Le 6 août 1961, 26 membres d'équipage sont décorés pour leur courage et leur bravoure manifestée lors de l'accident.

### Lien avec la crise des missiles cubains
Pendant l'accident nucléaire, l'officier de marine Vassili Arkhipov officie en tant que commandant en second à bord du K-19. Le 27 octobre 1962, Arkhipov est à nouveau commandant en second du sous-marin diesel-électrique soviétique de classe Foxtrot B-59, armé de missiles à ogives nucléaires, pendant la crise des missiles cubains. Arkhipov commande une flottille de quatre sous-marins soviétiques envoyés en mer des Sargasses après que le président Kennedy a décrété l'embargo sur Cuba. Ses batteries étant quasiment épuisées, le sous-marin doit faire surface et est repéré par les avions de reconnaissance de l'US Navy, pris en chasse, il est « invité à faire surface » au moyen de charges de profondeur d'entraînement. Le commandant du sous-marin avait pour ordre de n'utiliser ses torpilles nucléaires qu'en cas d'attaque sur son sous-marin. Sans nouvelles de l'état-major soviétique depuis trois semaines, le commandant ignorait si une guerre avait éclaté. La décision de tirer nécessitait l'accord de trois officiers : le commandant du sous-marin, le commissaire politique et le commandant de la flottille (Arkhipov). Les deux premiers souhaitaient procéder au tir mais Arkhipov oppose son veto, craignant le déclenchement d'une guerre nucléaire. Thomas Blanton, le directeur de la National Security Archive à l'époque, dira lors d'une cérémonie en 2002 qu'« un homme dénommé Vassili Arkhipov sauva le monde ».

### Carrière ultérieure
Le sous-marin reprendra du service affublé du surnom : « Hiroshima ». Entre le 14 décembre 1961 et le 30 décembre 1963, soit pendant 910 jours, il est en réparation et en essais au chantier naval de Sevmash, la tranche réacteur est découpée et remplacée, le K-19 est modifié en projet 658м /classe Hôtel-II. Le 15 octobre 1963, il est remis à l'eau. Le 14 décembre, débutent des essais au cours desquels il tire un missile R-21 et parcourt 1 714 nautiques. Les missiles R-21 possèdent une portée deux fois supérieure aux R-13 embarqués précédemment. Le 30 décembre, signature de l'acte de recette avec le système d'armes D-4.
Il n'effectue entre le 1er janvier 1964 et le 17 octobre 1967 qu'une seule patrouille opérationnelle de 41 jours. Il remporte un des premiers prix du Commandant en Chef de la marine pour le meilleur tir missile. Entre novembre 1967 et décembre 1968, interruption pour entretien et réparation et modification en projet 658M. En septembre 1968, le K-19 est affecté à la 18e division de la 12e escadre de sous-marins de flotte du Nord, basée dans la baie d'Olenia.
En juin 1973, ses réacteurs sont rechargés.
Entre janvier 1976 et le 30 novembre 1979, le K-19 est converti en projet 658S, avec notamment l'installation d'une antenne remorquée VLF Zalom. Le 25 juillet 1977, le K-19 est reclassé en tant que « grand sous-marin ». En septembre 1978, il est affecté à la 18e division de la 12e escadre (Olenya Guba). Le 26 juillet 1979, il est reclassé « grand sous-marin de transmissions ». Le 30 novembre de la même année, il est renommé KS-19 (КС-19).
Il est opérationnel entre 1980 et 1988, à quai et en mer, avec des travaux de modernisation. Il va effectuer les essais de plusieurs équipements de radiocommunication jusqu'en février 1988.

### Collision
Le 15 novembre 1969 à 7 h 13, il heurte le sous-marin américain USS Gato en mer de Barents à une profondeur de 60 m. Le sous-marin fait immédiatement surface en évacuant l'eau des ballasts en urgence. La collision fait peu de dégâts, car sa coque résistante supporte le choc. La coque externe avant, au niveau des tubes lance-torpille, et le dôme sonar sont néanmoins endommagés.

### Incendies
Le 24 février 1972, au retour d'une mission opérationnelle en Atlantique Nord, à 8 jours de l'arrivée, un incendie éclate dans les 8e et 9e compartiments alors que le sous-marin se trouve en plongée à 120 m de profondeur à 1 300 km de Terre-Neuve. Douze hommes resteront enfermés dans le 10e compartiment jusqu'au 18 mars. L'envoi de secours est retardé par le mauvais temps et les sauveteurs ne purent atteindre le compartiment arrière en raison des conditions à l'intérieur du compartiment de la propulsion. L'incendie fait 28 morts et deux hommes mourront après avoir été transférés à bord d'un navire de secours. Le K-19 est remorqué sur 2 160 nautiques jusqu'à Severomorsk qui est atteint le 4 avril,. Entre le 15 juin et le 5 novembre 1972, le sous-marin est en réparation à Zviozdotchka. L'enquête officielle affirmera que l'incendie avait été déclenché par la fuite d'un fluide hydraulique sur un filtre chaud.
Le 15 novembre 1972 (ou 1979 selon les sources), un autre incendie se déclare dans le compartiment no 6, mais il est éteint au moyen de réactifs chimiques sans faire de victime.
Le 15 août 1982, pendant les travaux de réparation dans le compartiment des batteries, plusieurs personnes sont brûlées, dont l'une — V. A. Kravchouk — décède à l’hôpital cinq jours plus tard.

### Mise hors service
Le 19 avril 1990, il est rayé de la liste navale et stocké à Poliarny à partir de 1991. En mars 2002, il est photographié à quai à Ura Guba (BS-19). Il est démantelé en 2003-2004 au SRZ-Nerpa à Snejnogorsk dans l'oblast de Mourmansk, après mise sur dock flottant en août 2003 puis démantelé en 2006. Seul le kiosque de 9 mètres de long et 11 mètres de haut a été racheté et devait être transformé en musée à Moscou. Il est racheté en 2006, par l'homme d'affaires Vladimir Romanov, qui a servi comme conscrit à bord du K-19, avec l'intention de « le transformer en un lieu de rencontre à Moscou pour établir des liens entre les anciens sous-mariniers russes et ceux venant d'autres pays. » Jusqu'à présent, ce projet reste en attente et beaucoup de survivants du K-19 se sont prononcés contre.
Au cours de sa carrière, le K-19 a parcouru 332 396 milles nautiques en 20 223 heures de marche. Il a accompli 6 missions opérationnelles pour un total de 276 jours de navigation. Il a passé au cours de sa carrière 4 085 jours en entretien, réparation et modification.

## Dans la culture
Le film américain K-19 : Le Piège des profondeurs (titre original : K-19: The Widowmaker), sorti en 2002 et réalisé par Kathryn Bigelow, a popularisé l'histoire de l'accident du K-19. Les acteurs Harrison Ford et Liam Neeson jouent dans ce film. En mars 2002, les producteurs demandèrent d'avoir accès au sous-marin pour y filmer quelques scènes mais cela leur sera refusé par la Marine russe. Le surnom du sous-marin dans le film « The Widowmaker » (en français : faiseur de veuves) appartient à la fiction.